# Джонс, Гавейн
Гавейн Джонс (англ. Gawain Jones; род. 11 декабря 1987, Китли) — английский шахматист, гроссмейстер (2007).

## Шахматная карьера
Чемпион Великобритании 2012, 2017 и 2024 гг.
В составе сборной Англии участник шести шахматных олимпиад (2008—2018 гг.), командных чемпионатов Европы 2015 и 2017 гг., командного чемпионата мира 2019 г.
Победитель чемпионата Содружества наций 2011 г.
Участник чемпионатов мира по блицу 2015 и 2018 гг., чемпионата мира по рапиду 2018 г.
Участник Кубка мира ФИДЕ 2019 г.

## Личная жизнь
Жена — С. Маророа (1991-2023), международный мастер, чемпионка Новой Зеландии 2006 г. Поженились в 2012 г.

## Изменения рейтинга
| Графики недоступны из-за технических проблем. См. информацию на Фабрикаторе и на mediawiki.org. |